# Caxixi
Le caxixi (prononcer ca-chi-chi) est un instrument de percussion constitué d'un panier clos en forme de cloche, à fond plat, contenant des graines ou d'autres éléments de petite taille. C'est un idiophone, comme les maracas, utilisé de la même manière : en le secouant.

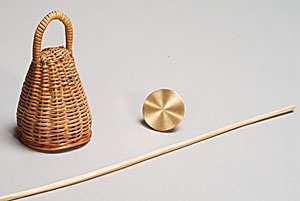
Caxixi (à gauche)

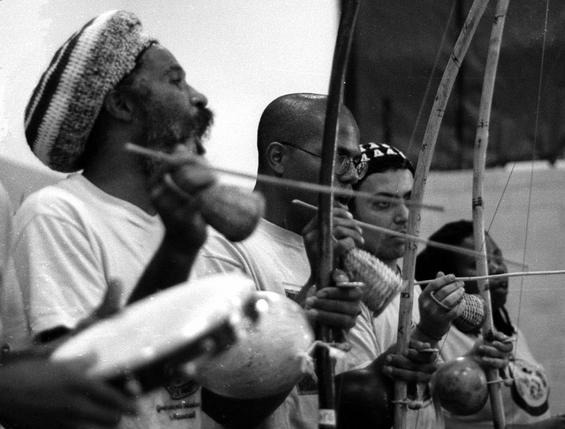
Brésil : 3 joueurs de berimbau avec des caxixis (un pandeiro au premier plan)

On trouve des caxixis en Afrique et en Amérique du Sud, particulièrement au Brésil. Les indigènes croient que le caxixi attire les esprits bénéfiques et chasse les mauvais.
Dans la musique de la capoeira, le caxixi est joué en même temps que le berimbau. En Afrique de l'ouest, il est utilisé par les chanteurs, souvent en même temps que les tambours.

## Sources
- (en) Cet article est partiellement ou en totalité issu de l’article de Wikipédia en anglais intitulé « Caxixi » (voir la liste des auteurs).